# カール (ヘッセン＝カッセル方伯)
カール（Karl, 1654年8月3日 - 1730年3月23日）は、ヘッセン＝カッセル方伯（在位：1670年 - 1730年）。ヴィルヘルム6世とその妻であったブランデンブルク選帝侯ゲオルク・ヴィルヘルムの娘ヘートヴィヒ・ゾフィーの息子で、ヴィルヘルム7世の弟。

## 生涯
カッセルで生まれ、1670年に兄のヴィルヘルム7世が死去したことによりヘッセン＝カッセル方伯となる。
1673年、母方の従姉であるクールラント公ヤーコプ・ケトラーの娘マリア・アマーリア（1653年 - 1711年）と結婚し、フリードリヒ（後のスウェーデン王フレドリク1世及びヘッセン＝カッセル方伯フリードリヒ1世）、ヴィルヘルム（後のヘッセン＝カッセル方伯ヴィルヘルム8世）、マリア・ルイーゼ（オラニエ公ヨハン・ウィレム・フリーゾ妃）らをもうけた。
1730年3月23日に死去、スウェーデン王フレドリク1世となっていたフリードリヒがヘッセン＝カッセル方伯位を嗣ぎ、スウェーデンとヘッセン＝カッセルの同君連合が成立した。しかしフリードリヒ1世と妻でスウェーデン女王のウルリカ・エレオノーラとの間に嗣子が生まれなかったため、この同君連合は一代限りとなった。

## 子女
- ヴィルヘルム（1674年 - 1676年）
- カール（1675年 - 1677年）
- フリードリヒ（1676年 - 1751年） - ヘッセン＝カッセル方伯、スウェーデン王
- クリスティアン（1677年）
- ゾフィー・シャルロッテ（1678年 - 1749年） - 1704年、メクレンブルク公フリードリヒ・ヴィルヘルム1世と結婚
- カール（1680年 - 1702年）
- ヴィルヘルム8世（1682年 - 1760年） - ヘッセン＝カッセル方伯
- レオポルト（1684年 - 1704年）
- ルートヴィヒ（1686年 - 1786年）
- マリー・ルイーゼ（1688年 - 1765年） - 1709年、オラニエ公ヨハン・ウィレム・フリーゾと結婚
- マクシミリアン（1689年 - 1753年）
- ゲオルク（1691年 - 1755年）
- エレオノーレ（1694年）
- ヴィルヘルミーネ・シャルロッテ（1695年 - 1722年）